# Floor van der Meulen
Floor van der Meulen, née le 10 juin 1989 à Delft,, est une réalisatrice néerlandaise.

## Filmographie
- 2012 : Jij & Ik
- 2014 : Storming Paradise
- 2016 : In Vrijheid[3]
- 2016 : 9 Days - From My Window In Aleppo : o-réalisé avec Issa Touma et Thomas Vroege[4]
- 2017 : Greetings From Aleppo : co-réalisé avec Issa Touma et Thomas Vroege[5]
- 2019 : Last Male Standing
- 2022 : Pink Moon